# Загін (село)
Загі́н — село в Україні, у Парафіївській селищній громаді Прилуцького району Чернігівської області. Населення становить 103 особи.

## Географія
Село Загін знаходиться на березі річки Верескуни, вище за течією на відстані 2 км розташоване село Бережівка, нижче за течією на відстані 0,5 км розташоване село Зоцівка. На річці та її притоках зроблено кілька загат.

## Історія
Хутір було приписано до Різдва Пресвятої Богородиці церква у Бережівці.
У 1862 році на хуторі володарському Загі́н було 3 заводи та 53 двори, де мешкало 346 осіб.
У 1911 році на хуторі Загі́н мешкало 507 осіб.

## Відомі люди
- Микола Козак — український художник-фарфорист, дизайнер, краєзнавець, дослідник фарфоро-фаянсового промислу на Волині.